# Evolução da bandeira do Brasil

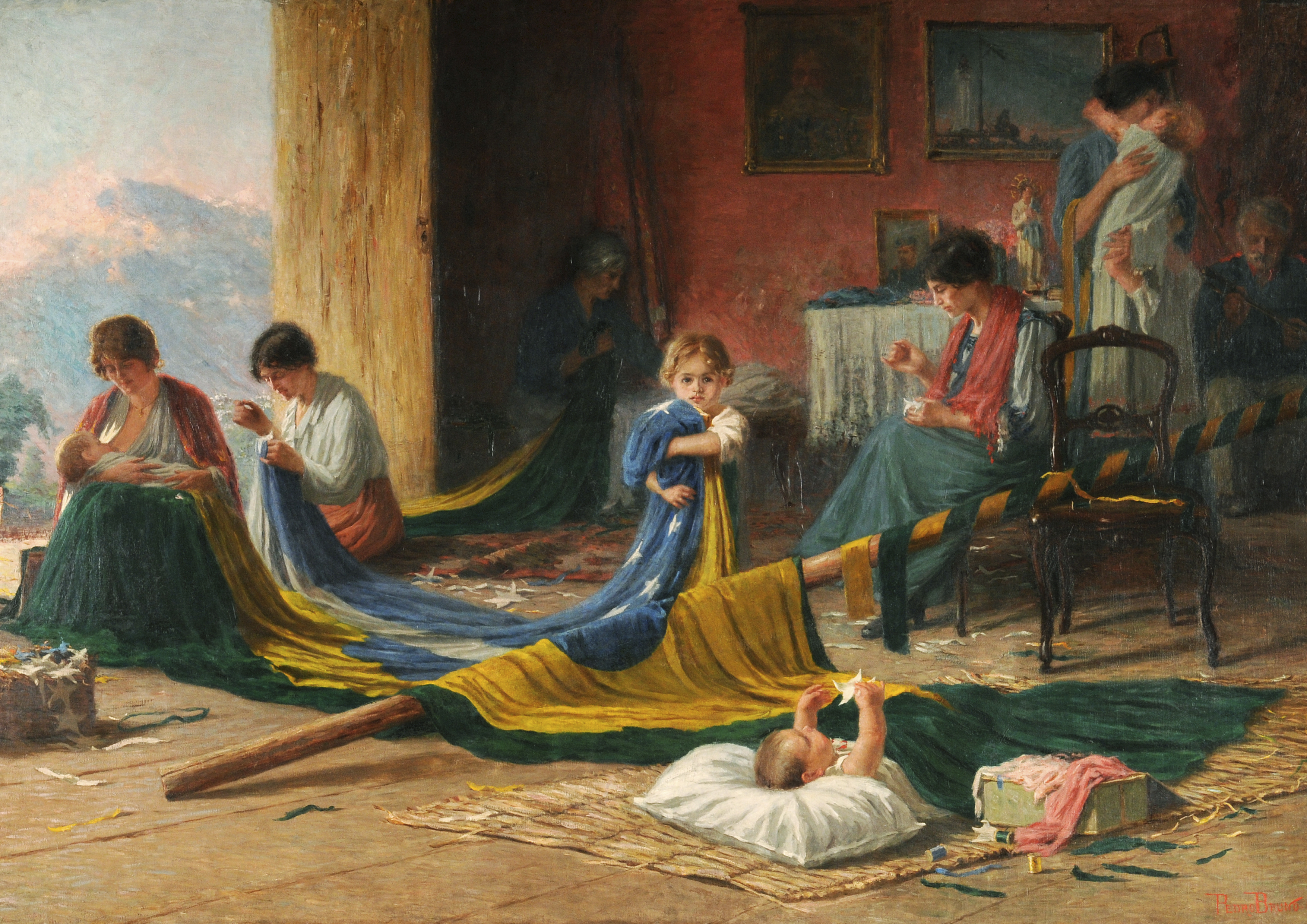
A Pátria, óleo sobre tela de Pedro Bruno (1919). Aqui o artista idealiza a confecção da nova bandeira do Brasil, com um casal de idosos ao fundo representando a monarquia.

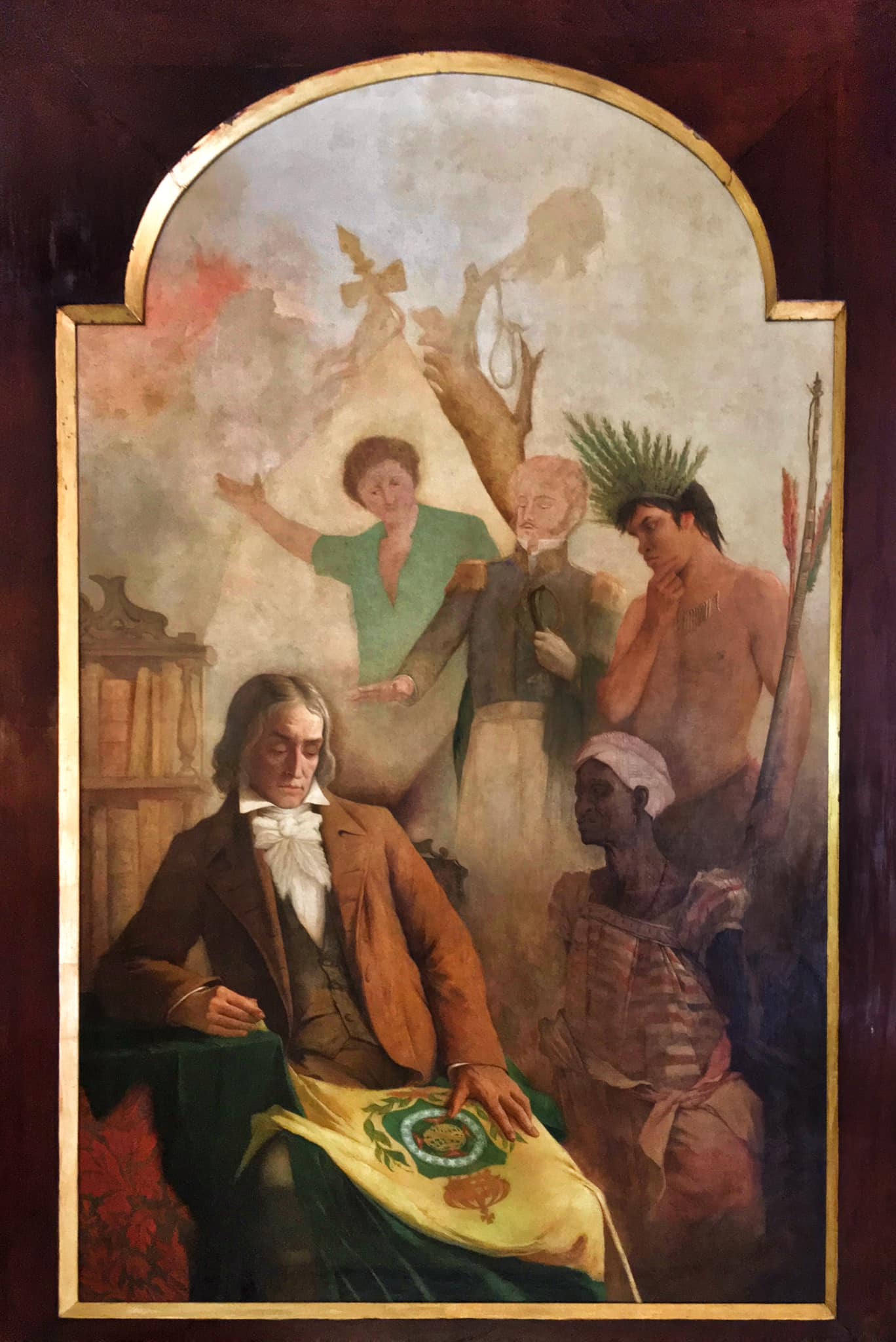
A Fundação da Pátria Brasileira, pintura de Eduardo de Sá (1899). Nessa obra, o artista idealiza a bandeira como uma construção perene das três etnias matrizes do Brasil.

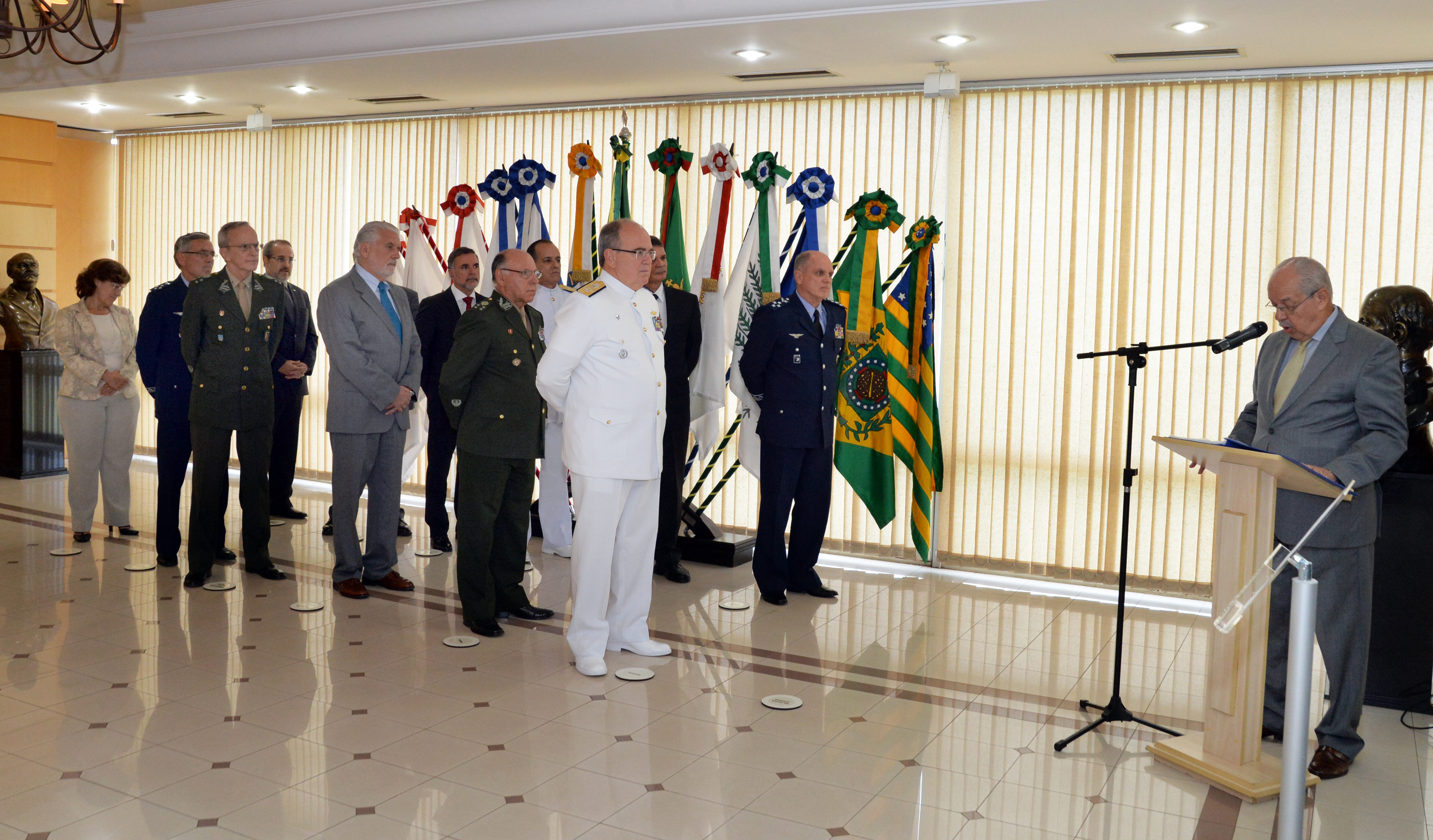
Panóplia com as bandeiras históricas do Brasil em evento no salão Guararapes, em Brasília.

A Bandeira Nacional do Brasil tem um longo histórico de evolução em seu desenho. A extensão e importância estratégica daquilo que foi, inicialmente, um território ultramarinho do Império Português, logo justificariam a adoção de sinais distintivos. A manutenção do sistema monárquico, encabeçado por um regente português, favoreceria a perpetuação de símbolos já usados. Mesmo após a proclamação da República, muito se manteve do pavilhão do antigo regime. 

## Projeto de D. João VI (1820)

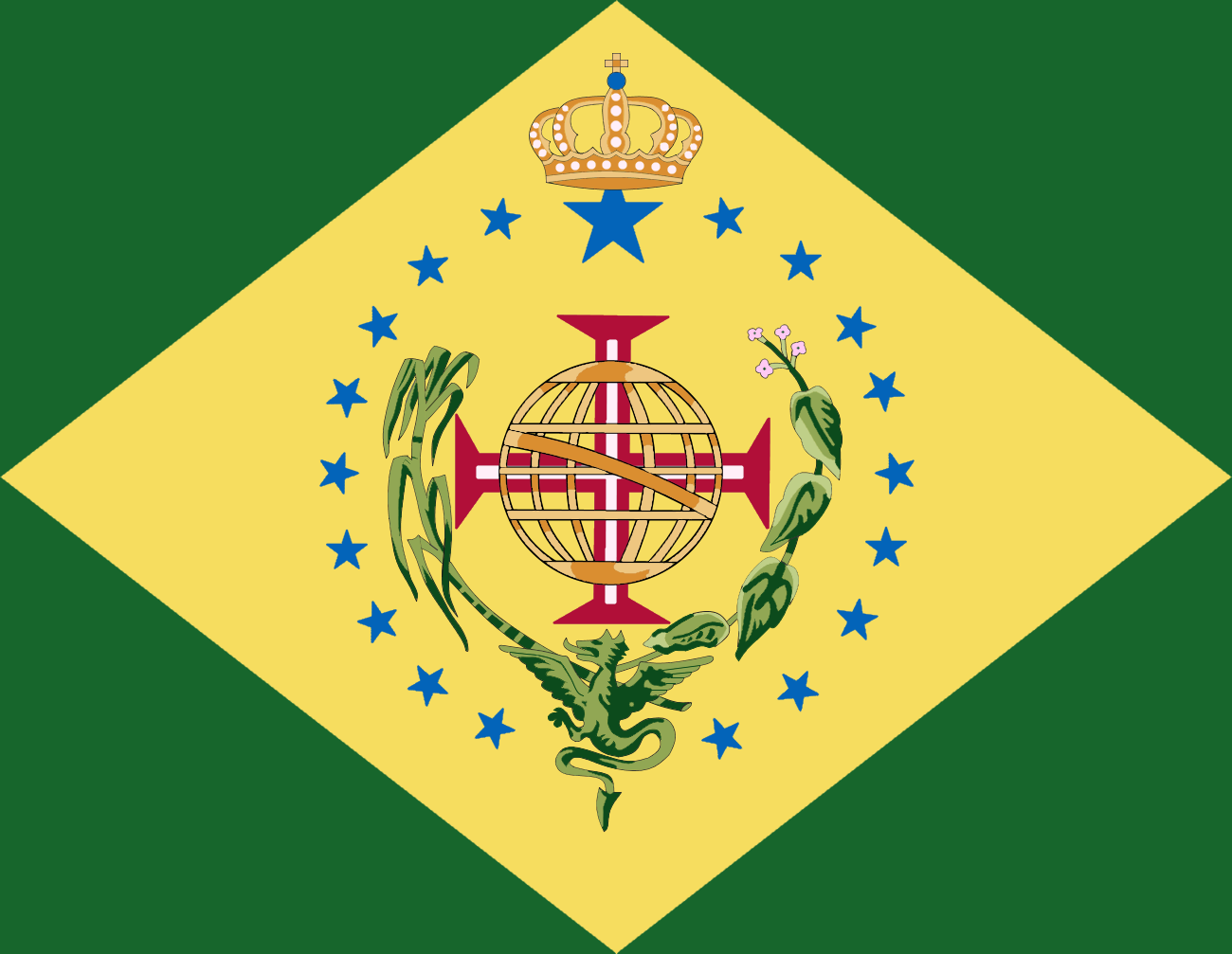
Projeto de Debret, encomendado por D. João VI em 1820, possivelmente para ser usado como o estandarte do Príncipe do Reino Unido de Portugal, Brasil e Algarves.

Foi relevante a descoberta, na década de 1940, de um projeto de bandeira atribuído a Debret por encomenda de D. João VI, em 1820, e que se encontrava no arquivo pessoal do rei, em Lisboa. O achado, efetuado pelo historiador brasileiro Augusto de Lima Júnior, suscita ainda mais questões sobre a verdadeira coautoria e as finalidades originais do pavilhão brasileiro, cujos elementos perduram até hoje.
O esboço do artista francês, feito com o auxílio de José Bonifácio, apresenta um desenho já muito parecido com o que viria a ser o pavilhão do príncipe real: em campo verde, um losango amarelo sobre o qual pousava um brasão muito parecido com aquele que viria a ser o dos Braganças brasileiros: uma cruz da Ordem de Cristo sob uma esfera armilar, circundada por dezenove estrelas, tendo como suporte um ramo de cana de açúcar e outro de fumo, unidos na base por uma serpe e encimado por uma coroa real.[carece de fontes?]
Não há certezas sobre as intenções do monarca ao pedir o estudo a Debret – se para criar o estandarte pessoal dos príncipes reais, um novo pavilhão para o Reino do Brasil ou mesmo a bandeira de uma futura nação independente – nem os motivos pelos quais o projeto ficou esquecido por, pelo menos, um ano – quando D. Pedro encomendaria a confecção de estandarte similar para o título de príncipe real. Seja como for, é uma indicação contundente de que a bandeira nacional brasileira antecede em muito a Independência.[carece de fontes?]

## Reino independente e Império (1822–1889)
A bandeira imperial do Brasil foi criada, originalmente,[carece de fontes?] como pavilhão pessoal do Príncipe Real do Reino Unido de Portugal, Brasil e Algarves, a pedido de D. Pedro de Alcântara, ainda como príncipe-regente. Seu autor foi Jean-Baptiste Debret, ainda que fontes divirjam sobre um possível coautor: alguns autores, como Ceição de Barros Barreto, afirmam ter sido José Bonifácio de Andrada e Silva, outros, D. Leopoldina[carece de fontes?]. Em setembro 1822, o pavilhão passou a ser utilizado para representar a nação após sua independência, ainda considerada um reino. 
"(...) Será de ora em diante o Escudo deste Reino do Brasil, em campo verde uma esphera Armilar de ouro atravessada por uma Cruz da Ordem de Cristo, sendo circulada a mesma Esfera de dezenove Estrelas de prata em uma orla azul; e firmada a Coroa Real Diamantina sobre o Escudo, cujos lados serão abraçados por dois ramos das plantas de Café e Tabaco, como Emblemas de sua riqueza comercial, representados na sua própria cor e ligados na sua parte inferior pelo Laço da Nação. A Bandeira Nacional será composta de hum paralelogramo verde e nele inscripto hum quadrilátero romboidal cor de ouro, ficando no centro deste Escudo das Armas do Reino do Brasil."
— Decreto de 18 de setembro de 1822

A nova bandeira ainda preservava muitos dos elementos do antigo reino e seu brasão, como a esfera armilar e a cruz da Ordem de Cristo, e mantinha muitas semelhanças com a bandeira cisplatina. Novos elementos foram introduzidos: a combinação auriverde e a ordenação de três figuras no campo, presentes até hoje na bandeira, bem como os ramos de café e tabaco, ainda utilizados como suportes do brasão nacional. Sobre os significados dos elementos, contudo, muito se especula, uma vez que nada consta no decreto que instituiu o pavilhão.
Outro decreto, que institui o laço nacional do Brasil e que também é datado de 18 de setembro de 1822, assim determina as cores escolhidas: "(…) será composto das cores emblemáticas – verde de primavera e amarelo d'ouro". Por coincidência ou não, as cores verde e amarela haviam sido as inicialmente propostas em 1821, pelo deputado Manuel Gonçalves de Miranda, às Cortes Constituintes Portuguesas, para o novo laço nacional do Reino Unido de Portugal, Brasil e Algarves. Estas cores haviam sido preteridas por serem consideradas cores maçônicas, tendo as Cortes preferido as cores azul e branca. Ainda, em 29 de setembro de 1823, um agente diplomático do Brasil junto à corte de Viena teria descrito a nova bandeira a Metternich, explicando ser a cor verde em referência à casa de Bragança, da qual fazia parte D. Pedro I, ao passo que a amarela simbolizaria a casa de Habsburgo, da qual fazia parte D. Leopoldina. D. Pedro I teria possivelmente escolhido o verde para representar sua casa em decorrência de ser essa a cor do dragão, figura heráldica associada aos Braganças. O dragão, como divisa dinástica, seria explorado em diferentes objetos durante o Primeiro Reinado. Os ramos de café e tabaco, colocados como suportes, representavam as duas culturas que passavam a destacar-se na produção nacional. As estrelas, dezenove, representavam as províncias de então, inclusive a Cisplatina. O brasão apresenta elementos já utilizados para simbolizar o Brasil desde, pelo menos, o século XVI (a cruz e a esfera armilar).
Com a elevação do Brasil ao grau de Império e a sagração de D. Pedro I como Imperador, determinou-se em 1º de dezembro de 1822 a substituição da coroa real pela coroa imperial nas armas do Brasil, e consequentemente, na bandeira do Império.
A  última alteração efetuada na bandeira imperial ocorreu já no Segundo Reinado, quando, por volta de 1870, D. Pedro II resolveu acrescentar a vigésima estrela para adequar o pavilhão à organização territorial do país, ato que careceu de instrumentação jurídica formal: a perda da Cisplatina foi compensada pela criação de duas províncias: Amazonas e Paraná, resultado da divisão das províncias do Grão-Pará e de São Paulo respectivamente[carece de fontes?]. Ainda que seus significados tenham mudado, muitos dos elementos da bandeira imperial permaneceram após o advento da República.
- Bandeira com a coroa real que vigorou de 18 de setembro a 1º de dezembro de 1822 quando foi substituída pela bandeira com a coroa imperial.[10][nota 1].
- Bandeira do Império do Brasil durante o Primeiro Reinado e parte do Segundo Reinado (1º de dezembro de 1822 — c. 1853), com 19 estrelas, com forro da Coroa Imperial do Brasil em goles e o Laço da Nação em auriverde.
- Bandeira do Império do Brasil durante o Segundo Reinado, pois a partir de 29 de agosto de 1853, com a sanção da  Lei Imperial n.º 704 que criou a Província do Paraná a bandeira passa a ter 20 estrelas.[11][12]

## República (1889–atual)

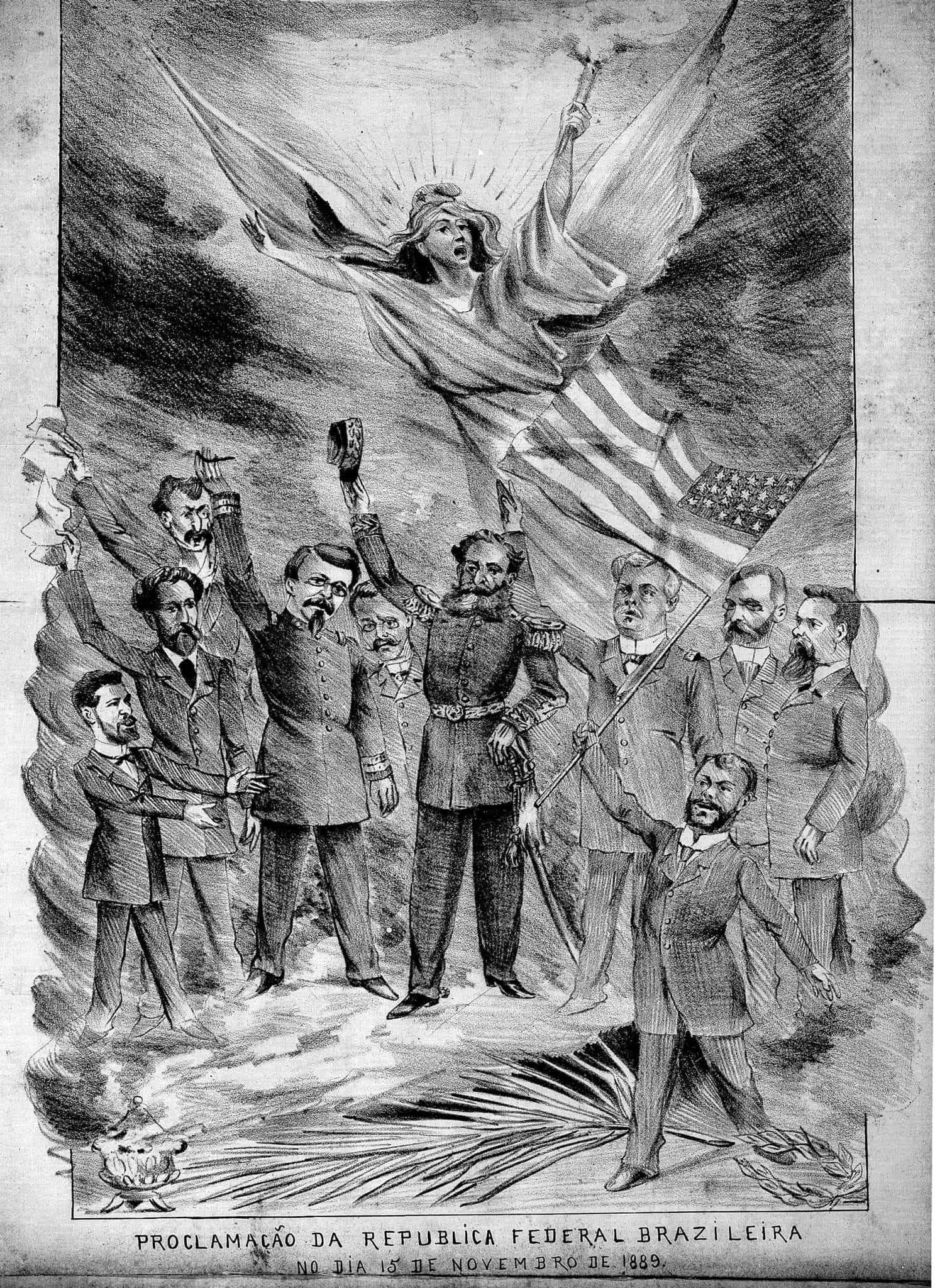
Proclamação da República Federal Brasileira, charge publicada na edição do mês de novembro de 1889 do jornal ilustrado O Mequetrefe. Próximo ao campo inferior direito, José do Patrocínio ergue a bandeira republicana provisória criada por Lopes Trovão.

Proposta de bandeira criada por Lopes Trovão.

Versão alternativa do projeto de Lopes Trovão, criada por Ruy Barbosa e adotada pelo governo provisório por quatro dias.

Primeira versão da atual bandeira nacional, inspirada na bandeira do Império.

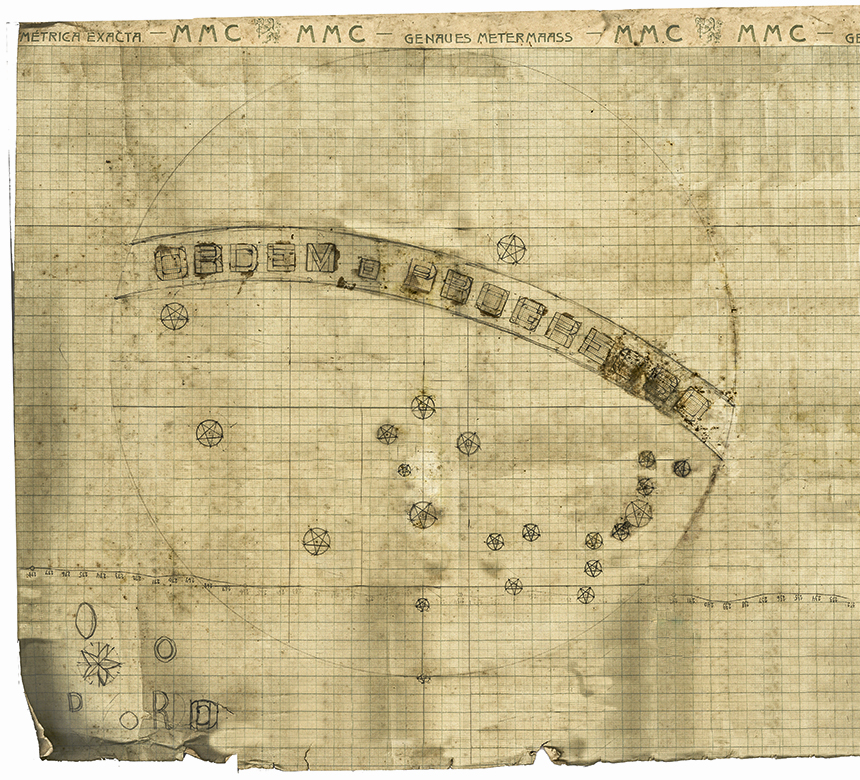
Esboço da Bandeira Nacional feito em papel quadriculado, datado novembro de 1889, autoria do engenheiro Raimundo Teixeira Mendes.

Uma das primeiras bandeiras republicanas foi proposta por José Lopes da Silva Trovão. Inspirada na bandeira dos Estados Unidos, ela preservava as treze listras referentes às treze colônias americanas. Além disso, dispunha vinte estrelas em grupos de cinco, sobre quadrilátero preto, que homenageava a população negra do país. Não estava representado o Município Neutro nessa primeira versão. Essa bandeira foi içada na Câmara Municipal do Rio de Janeiro em 15 de novembro de 1889, hasteada por José do Patrocínio. Outra versão, criada por Ruy Barbosa, com o quadrilátero azul em vez de preto, contendo vinte e uma estrelas, foi usada no mastro do navio Alagoas, que levou a família imperial brasileira ao exílio, e também foi hasteada na redação do jornal A Cidade do Rio. Foi essa versão alternativa que o governo provisório republicano adotou por quatro dias.
Em 19 de novembro de 1889, Lopes Trovão, acompanhado de comitiva, foi à casa de Deodoro da Fonseca para oficializar o pendão por ele criado. Deodoro, monarquista por toda a vida, considerou a proposta de Trovão muito parecida com a bandeira estadunidense e sugeriu que a nova bandeira fosse igual a bandeira imperial, com a eliminação da coroa imperial que encimava o brasão de armas.
A primeira proposta de bandeira republicana serviu de base para, primeiramente, a bandeira do Estado de Goiás, apesar de outras bandeiras estaduais serem semelhantes, como as dos estados de Sergipe e do Piauí.
Outra bandeira republicana vetada foi a que atualmente representa o estado de São Paulo, criada em 1888 pelo abolicionista Júlio Ribeiro. Foi hasteada no palácio do governo nos primeiros dias da República</ref>. A bandeira de Ribeiro, porém, ficaria caracterizada como a bandeira do Estado de São Paulo, sendo seu uso cívico consolidado apenas com a Revolução de 1932.
Durante os primeiros anos da República, não houve uma total uniformização do estandarte pelo território, havendo diversos exemplares com pequenas imprecisões ou mesmo outras bandeiras completamente diferentes, criadas de maneira informal. Dentre as versões alternativas, as que mais foram usadas apresentavam uma estrela vermelha de cinco pontas – símbolo republicano – sobre o brasão imperial ou tomando todo o centro do losango amarelo.[carece de fontes?]
A atual bandeira nacional mantém, embora um pouco modificado, o campo verde e o losango amarelo da bandeira imperial. Substituiu-se o brasão de armas imperial pelo círculo que, como a anterior, também representa a esfera celeste; a faixa eclíptica pela faixa azimutal e a cruz da Ordem de Cristo pelo Cruzeiro do Sul.[carece de fontes?]
A ideia da atual bandeira foi desenvolvida por um grupo formado pelo positivista Raimundo Teixeira Mendes, vice-diretor do Apostolado Positivista do Brasil, por Miguel Lemos, diretor do Apostolado Positivista do Brasil, e por Manuel Pereira Reis, catedrático de astronomia da Escola Politécnica do Rio de Janeiro. O desenho do disco azul foi executado pelo pintor Décio Vilares e, por indicação de Benjamin Constant, acrescentou-se em meio às estrelas a constelação do Cruzeiro do Sul, com as estrelas Acrux e Gacrux equilibradas no instante 13 sideral.[carece de fontes?]
Embora não houvesse mais modificações quanto às dimensões e as suas formas, a bandeira adotada pelo decreto n.° 4, de 19 de novembro de 1889, permanece intacta até hoje, à parte o acréscimo de algumas estrelas, no círculo azul, representativas dos novos Estados.[carece de fontes?]

### Evolução da bandeira republicana
| Número de estrelas | Desenho | Unidades federativas representadas pelas novas estrelas | Em vigor                                     | Duração            |
| ------------------ | ------- | --- | -------------------------------------------- | ------------------ |
| 21                 |         | Amazonas, Pará, Mato Grosso, Goiás, Maranhão, Piauí, Ceará, Rio Grande do Norte, Paraíba, Pernambuco, Alagoas, Sergipe, Bahia, Espírito Santo, Minas Gerais, Rio de Janeiro, São Paulo, Paraná, Santa Catarina, Rio Grande do Sul e Distrito Federal | 19 de novembro de 1889 – 16 de abril de 1960 | 70 anos            |
| 22                 |         | Guanabara | 16 de abril de 1960 – 28 de maio de 1968     | 8 anos             |
| 23                 |         | Acre | 28 de maio de 1968 – 11 de maio de 1992      | 23 anos            |
| 27                 |         | Amapá, Roraima, Rondônia e Tocantins | 11 de maio de 1992 – atual                   | 34 anos (presente) |

↑ A estrela que representava a Guanabara — α Hydrae — passou a simbolizar o Mato Grosso do Sul a partir de 1992.

### Projetos republicanos rejeitados
Inúmeros projetos foram criados para o estandarte nacional, estando aqui listados os mais conhecidos. Nota-se que predominou, entre as primeiras alternativas à bandeira imperial, a combinação tricolor rubro-alvinegra, inspirada na tese histórica de Carl Friedrich Philipp von Martius de que os povos fundadores do Brasil seriam os das etnias indígena, europeia e africana.

Projeto de Júlio Ribeiro, criado em 1888. A bandeira acima é semelhante à atual bandeira do estado de São Paulo.
Projeto de José Lopes da Silva Trovão, criado em 1889.
Versão alternativa do projeto de Lopes Trovão, criada por Ruy Barbosa, adotada pelo governo provisório por quatro dias.
Projeto de Antônio da Silva Jardim, criado em torno de 1890.
Projeto de José Maria da Silva Paranhos Júnior, barão do Rio Branco, criado em 1890.
Projeto de Oliveira Valadão, apresentado em 1892.
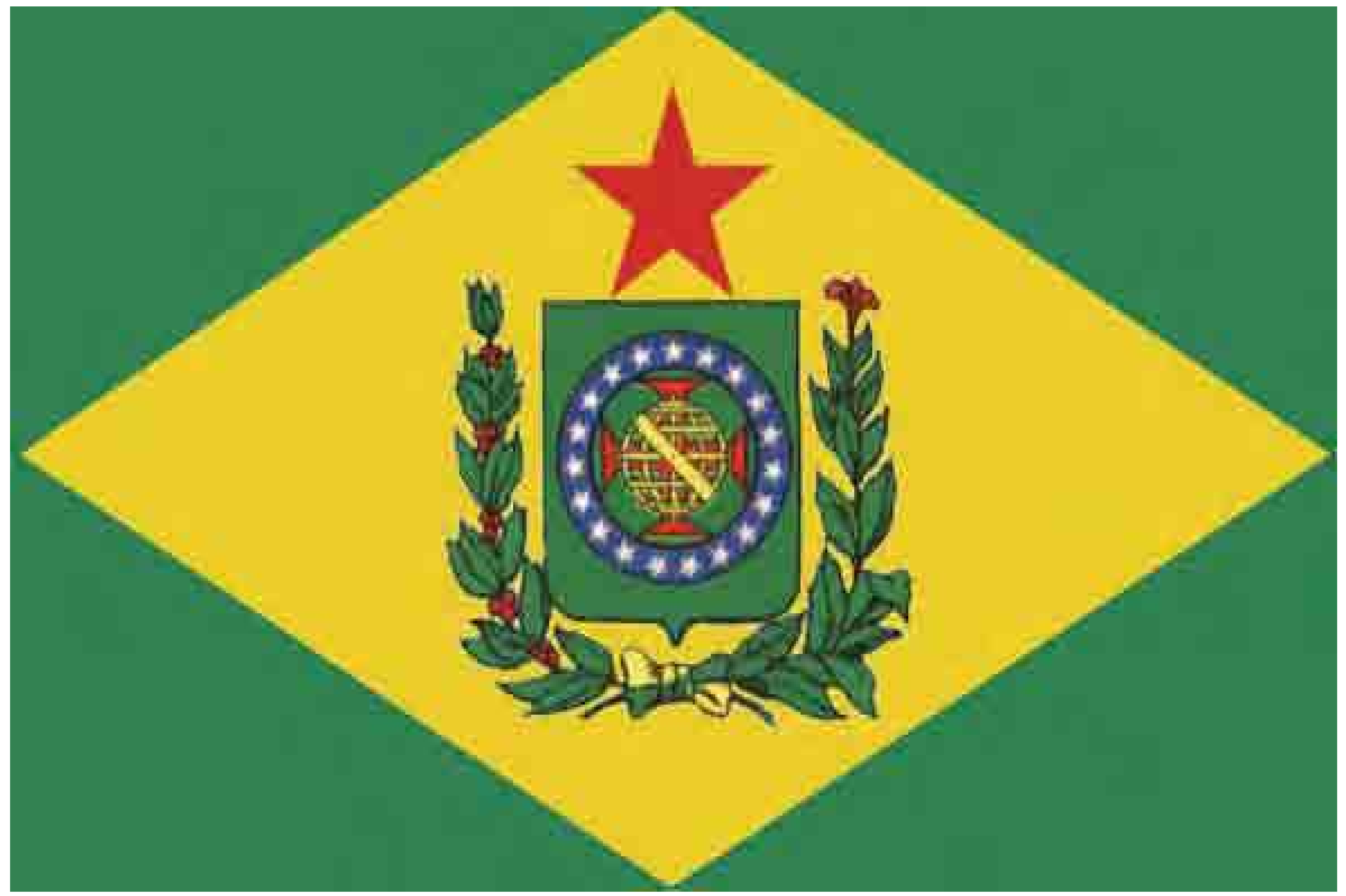
Projeto de 1892 do então presidente, Floriano Vieira Peixoto
Projeto de Eurico de Góis, apresentado em 1908.
Projeto de Venceslau Escobar, apresentado em 1908.
Segundo projeto de Eurico de Góis, apresentado em 1933.
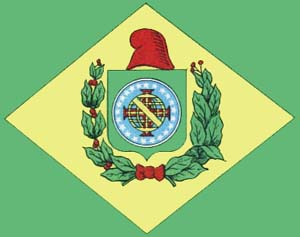
Projeto de autoria desconhecida, substituía a Coroa Imperial do Brasil pelo barrete frígio. O modelo original encontra-se atualmente no Museu Mariano Procópio.